# モデルファクトリーヒロ
株式会社モデルファクトリーヒロとは主にレジンキャストやホワイトメタルを主体とした模型の開発、製造、販売を手がける東京都足立区の企業である。

## 概要
一般的な射出成型では採算の取れない他社が製品化しない比較的マイナーな車種をレジンキャストを主体としたキットで製品化して販売する。開発の工程にはCAD、CAM、3Dプリンター等、最新の設備を導入している。年に数種類のキットを製品化する。自動車だけでなく、1/700スケールの艦船模型のキットも生産、販売する。Racing Pictorial Seriesという模型製作の資料として使える出版物を刊行する。